# Spinareovirinae
Spinareovirinae é uma subfamília da família Reoviridae. Vírus dessa subfamília distinguem-se pela presença de proteínas em torre na cápside interna.